# Kurt Hennes
Kurt Hennes (* 6. April 1939) ist ein deutscher Badmintonspieler. 

## Karriere
Kurt Hennes war in Deutschland mehrfach bei den Nachwuchsmeisterschaften erfolgreich, bevor er 1959 erstmals deutscher Mannschaftsmeister mit dem 1. DBC Bonn wurde. 1960 und 1961 verteidigte Bonn unter Hennes' Mitwirkung den Mannschaftstitel. Bei den deutschen Einzelmeisterschaften gewann er 1959 Bronze und 1962 Silber.

## Sportliche Erfolge
| Saison    | Veranstaltung                     | Disziplin    | Platz | Name |
| --------- | --------------------------------- | ------------ | ----- | --- |
| 1952/1953 | Deutsche Einzelmeisterschaft U18  | Herrendoppel | 1     | Hans Grashof / Kurt Hennes (1. DBC Bonn) |
| 1953/1954 | Deutsche Einzelmeisterschaft U18  | Herreneinzel | 2     | Kurt Hennes (1. DBC Bonn) |
| 1953/1954 | Deutsche Einzelmeisterschaft U18  | Herrendoppel | 1     | Hans Grashof / Kurt Hennes (1. DBC Bonn) |
| 1954/1955 | Deutsche Einzelmeisterschaft U18  | Mixed        | 2     | Kurt Hennes / Bärbel Appelt (1. DBC Bonn) |
| 1954/1955 | Deutsche Einzelmeisterschaft U18  | Herreneinzel | 1     | Kurt Hennes (1. DBC Bonn) |
| 1954/1955 | Deutsche Einzelmeisterschaft U18  | Herrendoppel | 1     | Ralf Caspary / Kurt Hennes (1. DBC Bonn) |
| 1955/1956 | Deutsche Einzelmeisterschaft U18  | Mixed        | 2     | Kurt Hennes / Marlies Caspary (1. DBC Bonn) |
| 1956/1957 | Deutsche Einzelmeisterschaft U18  | Mixed        | 1     | Kurt Hennes / Gunhild Scholz (1. DBC Bonn) |
| 1958/1959 | Deutsche Mannschaftsmeisterschaft | Mannschaft   | 1     | 1. DBC Bonn (Günter Ropertz, Walter Stuch, Ralf Caspary, Kurt Hennes, Luise Schmitz, Gunhild Scholz)                                               |
| 1958/1959 | Deutsche Einzelmeisterschaft      | Herreneinzel | 3     | Kurt Hennes (1. DBC Bonn) |
| 1959/1960 | Deutsche Mannschaftsmeisterschaft | Mannschaft   | 1     | 1. DBC Bonn (Ralf Caspary, Walter Stuch, Kurt Hennes, Jap Tjiang Beng, Günter Ropertz, Luise Schmitz, Gunhild Scholz, Ute Harlos, Marlies Caspary) |
| 1960/1961 | Deutsche Mannschaftsmeisterschaft | Mannschaft   | 1     | 1. DBC Bonn (Ralf Caspary, Walter Stuch, Kurt Hennes, Jap Tjiang Beng, Günter Ropertz, Luise Schmitz, Gunhild Scholz, Ute Harlos, Marlies Caspary) |
| 1961/1962 | Deutsche Einzelmeisterschaft      | Mixed        | 2     | Kurt Hennes / Luise Schmitz (1. DBC Bonn / 1. BC Beuel)                                                                                            |
| 1961/1962 | Deutsche Mannschaftsmeisterschaft | Mannschaft   | 3     | 1. DBC Bonn (Ralf Caspary, Kurt Hennes, Walter Huyskens, Günter Kirch, Klaus Walter, Ursula Verhoeven, Gerda Schumacher)                           |